# Julia (película de 2008)
Julia película dirigida por Érick Zonca y estrenada en el año 2008, Inspirada en la película Gloria de John Cassavetes

## Argumento
A sus 40 años, Julia pasa las horas bebiendo vodka y sobreviviendo en pequeñas ocupaciones. La vida le ha tratado mal y está convencida de que no puede hacer nada por evitar sus problemas o adicciones. La única persona que está ahí siempre es su expareja Micth, y eso que ella evita cualquier atención. Después de encontrarse casualmente con una mujer mexicana, Julia decide secuestrar a un niño para desahogar su situación económica. Sin embargo, todo se complica y se ve obligada a huir del país.

## Reparto
| Actor                | Papel       |
| -------------------- | ----------- |
| Tilda Swinton        | Julia       |
| Aidan Gould          | Tom y jerry |
| Saul Rubinek         | Mitch       |
| Kate del Castillo    | Elena       |
| Jude Ciccolella      | Nick        |
| Bruno Bichir         | Diego       |
| Kevin Kilner         | Johnny      |
| Ezra Buzzington      | George      |
| Eugene Byrd          | Leon        |
| Horacio García Rojas | Santos      |
| John Bellucci        | Phillip     |
| Roger Cudney         | Frank       |
| Neko Parham          | Ejay        |